# Jean-Louis Laruette
Jean-Louis Laruette est un chanteur et compositeur français, né le 7 mars 1731 à Paris où il est mort le 10 janvier 1792.

## Biographie
Il entre en 1752 dans la troupe de l'Opéra-Comique, alors installée à la foire Saint-Laurent, pour jouer les rôles d'amoureux. Excellent musicien, il est nommé « directeur de la musique » par le directeur Jean Monnet et compose plusieurs opéras-comiques, dont Les Amants trompés, Le Docteur Sangrado, Cendrillon et Le Dépit généreux (livrets de Louis Anseaume), ou L'Heureux Déguisement (livret de Marcouville).
Lors de la réunion de ce théâtre avec la Comédie-Italienne en 1762, Laruette en devient sociétaire jusqu'à sa retraite en 1778. 
Il continue à donner des récitals jusqu'en 1785, et était membre de la Société académique des Enfants d'Apollon.
Il a donné son nom à des rôles de ténor, plus importants sur le plan scénique que vocal.
Il était marié à Marie-Thérèse Laruette (1744-1837), également dans la troupe de l'Opéra-Comique.

## Œuvres

### Opéras
- Le plaisir et l'innocence (14 août 1753, Paris)
- Le boulevard (24 août 1753, Paris)
- Les amans trompés (26 juillet 1756, Paris)
- Le diable à quatre, ou La double métamorphose (19 août 1756, Paris) [+ F.-A. Philidor]
- La fausse aventurière, opéra comique en 2 actes, de Lourdet de Santerre, représenté à la comédie italienne) (22 mars 1757, Paris)
- L'heureux déguisement, ou La gouvernante supposée, opéra comique en 2 actes, mêlé d'ariettes, paroles de Marcouville, joué au théâtre de la foire St-Laurent (7 août 1758, Paris)
- Le médecin de l'amour (opéra comique en 1 acte, en vers, mêlé d'ariettes, paroles d'Anseaulme et Marcouville, donné à la foire st-Laurent (22 septembre 1758 Paris) Le sujet de cette pièce est le même que Stratonice. Le roi de Syrie a été transformé en bailli du village, et tout le reste à l'avenant. Cette pièce a été remise en musique par St-Armand et par Coignet. (21 février 1759, Paris) L'auteur de la musique est moins connu maintenant comme compositeur dramatique que comme auteur, parce que, jouant les rôles de père et de tuteur, plutôt qu'il ne les chantait, il a donné son nom à l'emploi des acteurs sans voix dans ces sortes de personnages (Dictionnaire lyrique-Félix Clément et Pierre Larousse (1869)
- Cendrillon (20 février 1759, Foire Saint-Germain, Paris) Représenté et publié par La Compagnie les Monts du Reuil entre 2010 et 2012.
- L'ivrogne corrigé, ou Le mariage du diable (opéra comique en 2 actes, paroles d'Anseaulme, donné à la foire St-Laurent (24 juillet 1759 Paris)
- Le dépit généreux (opéra en 2 actes, paroles de Anseaume et Quétant. Représenté à la comédie italienne) (16 juillet 1761 Paris)
- Le guy de chesne, ou La fête des druides (pastorale en 1 acte, en vers libres, avec des ariettes, paroles de Jonquière, représentée aux Italiens (26 janvier 1763 Paris) La cérémonie de la récolte du gui sacré, célèbre dans l'histoire de la Gaule, a fourni l'idée de la pièce. La musique de Laruette est tout à fait oubliée. Il était bon acteur dans les rôles de père ou de tuteur, et il a donné son nom à cet emploi lorsqu'il est tenu par des artistes privés de moyens vocaux et chez lesquels le jeu supplée à l'insuffisance de la voix (Dictionnaire lyrique-Félix Clément et Pierre Larousse (1869) lire en ligne sur Gallica
- Les deux compères (opéra comique en 2 actes, de Lourdet de Santerre, représenté à la comédie italienne) (4 août 1772 Paris)